# Jura (cantão)
O Cantão do Jura é um cantão da Suíça, na parte ocidental do país, junto a fronteira com a França. Até 1 de janeiro de 1979, o território estava integrado no cantão de Berna. Designa-se oficialmente por República e Cantão de Jura (République et Canton du Jura, em francês). A língua oficial deste cantão é o francês